# 1564
1564 је била преступна година.

## Рођења

### Фебруар
- 15. фебруар — Галилео Галилеј, италијански физичар, математичар и астроном
- 26. септембар — Кристофер Марлоу, енглески песник

## Смрти

### Јануар
- Википедија:Непознат датум — Свети новомученик Лука - хришћански светитељ